# Dusona inclivata
Dusona inclivata är en stekelart som beskrevs av Gupta 1977. Dusona inclivata ingår i släktet Dusona och familjen brokparasitsteklar. Inga underarter finns listade i Catalogue of Life.